# Flore Gravesteijn
Flore Gravesteijn (26 april 1987) is een Nederlands volleybalspeelster.
In seizoen 2009–10 speelde ze als passer-loper voor Sliedrecht Sport.
In 2014 kwam ze uit voor Saint-Cloud Paris SF. Ook speelde ze dat jaar voor het nationale volleybalteam.